# Dębiny Osuchowskie
Dębiny Osuchowskie is een plaats in het Poolse district  Żyrardowski, woiwodschap Mazovië. De plaats maakt deel uit van de gemeente Mszczonów en telt 20 inwoners.